# Innergellie House

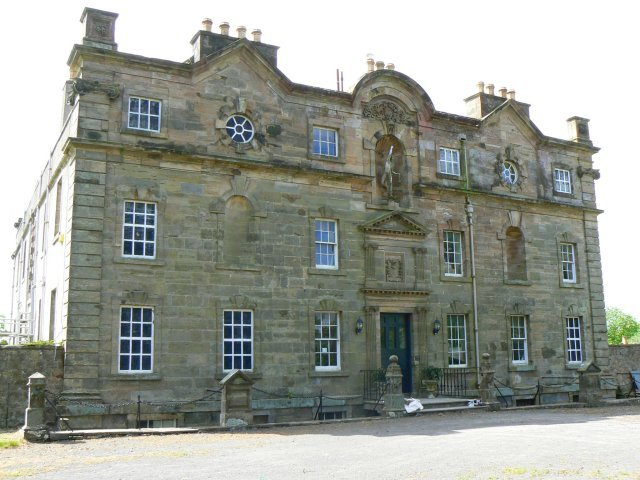
Innergellie House

Innergellie House ist ein Herrenhaus in der schottischen Ortschaft Kilrenny in der Council Area Fife. 1972 wurde das Bauwerk als Einzeldenkmal in die schottischen Denkmallisten in der höchsten Denkmalkategorie A aufgenommen.

## Geschichte
Im Jahre 1642 erhielt James Lumsden die Länderei Innergellie als Lehen. Mit hoher Wahrscheinlichkeit ließ er ein dort bereits befindliches Herrenhaus im Jahre 1650 entwickeln. Das heutige Innergellie House stammt jedoch aus dem Jahre 1740. An das Vorgängerbauwerk erinnert noch eine Wappenplatte oberhalb des Eingangs mit den Monogrammen SIL (Sir James Lumsden) und DCR (Dame Christian Rutherford) sowie die Jahresangabe 1650. An einem Tor finden sich noch die Monogramme WD und MB im Zusammenhang mit der Jahreszahl 1619.

## Beschreibung
Innergellie House steht am Nordostrand von Kilrenny. Das Gebäude besitzt einen L-förmigen Grundriss mit zweistöckigem Ostteil und dreistöckigem Nordflügel. Es ist ungewöhnlich im Stile einer provinziellen Interpretation des Barocks gestaltet. An der nordexponierten Hauptfassade befindet sich das ionische Hauptportal. Ein Dreiecksgiebel bekrönt eine darüberliegende stilisierte Ädikula, welche die Wappenplatte trägt. Eine Skulptur ruht in einer segmentbogig bekrönten Nische darüber. Gesimse verdachen die Fassade. Die sieben Achsen weite Fassade weist im ersten Obergeschoss zwei weitere Nischen mit Schlusssteinen auf, die jedoch leer sind. Darüber sind Rundfenster eingelassen. Entlang der Gebäudekanten ziehen sich ionische Pilaster. Der Ostflügel ist fünf Achsen weit. Oberhalb des zentralen Portals befindet sich ein Rundbogenfenster. Teile der Fassaden sind mit Harl verputzt. Der Südgiebel ist mit venezianischen Fenstern gestaltet. Im Gebäudeinnenwinkel ragt ein Turm mit oktogonalem Grundriss auf.